# Antonio Di Natale
Antonio Di Natale (Nàpols, Itàlia, el 13 d'octubre del 1977), és un exfutbolista italià que jugava com a davanter. També va ser internacional amb la selecció d'Itàlia des del 2002 fins al 2012.